# Isola Agatti
L'isola di Agatti è un'isola lunga 7,6 km, parte delle Isole Laccadive, situata su un atollo corallino chiamato atollo di Agatti nel territorio dell'Unione di Laccadive, in India. Si trova a 459 km (285 miglia) a ovest della città di Kochi.